# Mírový proces
Mírový proces je obecné pojmenování snahy o nastolení mírového stavu mezi znepřátelenými stranami. Jde o setkání a diplomatická jednání u kulatého stolu všech stran konfliktu, případně jejich zástupců a dalších zájmových skupin. Iniciátorem bývají často světové organizace jako je OSN apod. Mírový proces se zahajuje většinou po dlouho trvajícím válečném stavu a bývá podmiňován klidem zbraní. Strany ochotné k jednání deklarují své požadavky a podmínky, za kterých je možné uzavřít konečný mír.